# تپه کاروانسرا گل تپه
تپه کاروانسرا گل تپه مربوط به سده‌های میانه دوران‌های تاریخی پس از اسلام است و در شهرستان زنجان، بخش مرکزی، دهستان بوغدا کندی، ۱ کیلومتری جنوب روستای گل تپه واقع شده و این اثر در تاریخ ۱۸ اسفند ۱۳۸۷ با شمارهٔ ثبت ۲۵۳۲۲ به‌عنوان یکی از آثار ملی ایران به ثبت رسیده است.